# Takeru Otsuka
Takeru Otsuka (2 april 2001) is een Japanse snowboarder.

## Carrière
Bij zijn wereldbekerdebuut, in maart 2017 in Špindlerův Mlýn, eindigde Otsuka op de 58e plaats. In september 2018 stond de Japanner in Cardrona voor de eerste maal in zijn carrière op het podium van een wereldbekerwedstrijd. Op 3 november 2018 boekte hij in Modena zijn eerste wereldbekerzege.

## Resultaten

### Wereldbeker
Eindklasseringen
| Seizoen   | Algm | SBS  | BA |
| --------- | ---- | ---- | -- |
| 2016/2017 | 189e | 118e | -  |
| 2018/2019 |      |      |    |

Wereldbekerzeges
| Datum           | Plaats | Onderdeel |
| --------------- | ------ | --------- |
| 3 november 2018 | Modena | Big air   |